# Kutasó
Kutasó (szlovákul: Kutašov vagy Gutáš) község Nógrád vármegyében, a Pásztói járásban. 

## Fekvése
A település a Cserhát hegyei között fekszik, Hollókőtől mintegy 10 kilométerre délnyugatra. A Szuha-patak és az Egres-patak közötti lapos részre, a Királykára épült. Tengerszint feletti magassága körülbelül 300 méter. A Novohrad-Nógrád UNESCO Globális Geopark települése.
Kutasó Hollókőtől 13 kilométerre fekszik, ahová kék túra útvonal vezet a községből. Pásztó 18 kilométerre található. Kutasóról gyalogosan is elérhető a bujáki, a szandai vár és a sasbérci kilátó.
Megközelíthető Hatvan felől a 21-es főúton a hollókői elágazásig, ott balra Hollókő felé, majd Alsótoldtól balra Balassagyarmat felé vezető 2123-as úton, és végül Cserhátszentiván után ismét balra, Bokor felé letérve a 21 147-es úton.

## Története
Az ókor idején a Cserhát vidéke már lakott volt. A környéken a régészek az 1960-as években szkíta eszközöket találtak, melyeket a szécsényi Kubinyi Ferenc Múzeumban őriznek. A szkíták az i. e. 8. században vándoroltak ezekre a területekre, kiszorítva a kimmereket.
A Wenczel okmánytárban található oklevelek már 1265-ben és 1327-ben említik a falut, mely a történészek szerint 1170 óta létezik. 1265-ben V. István király Ágasvár, Bárkány, Tar és Kutasó, valamint a pásztói monostor kegyúri jogát átruházta a Rátót nemzetségbeli Istvánra.
A falu nevét kezdetekkor Carsov, majd terra Kuthasov alakban írták. Az 1400-1500-as években Gutas írásmóddal fordult elő. Ekkor több földbirtokosé is volt.
1439-ben ezt a vidéket Albert király Báthory István országbírónak adományozta.
Az 1550-es időkben a török pusztítás Kutasót is elérte, ekkor a falu megsemmisült és kihalt, a túlélők elmenekültek. A falu ekkor kipusztításáig a nógrádi szandzsákhoz tartozott.
A török kiűzése után az 1690-es években, felvidéki ágostai (evangélikus) hitvallású tótok települtek Zólyom, Ostraluka, Bagyin vidékéről erre a környékre és népesítették be újra Kutasót.
Az 1700-as évektől több uraság birtoka lett a falu: Darvas Ferenc, Zsemberi Zsigmond, Gyürky család, Puky uraság, Schöenberg Zsigmond, gróf Károlyi Erzsébet, Dessewffy Ödönné, Pappenheim Sigfridné, majd az utolsó birtokos 1930-1940 között Füle uraság volt. Ezeknél a birtokosoknál a kutasóiak cselédként dolgoztak az uradalmi házakban. A falu szlovák származását a még ma is használt földrajzi nevek elárulják: Kopanica, Dolina, Hrastya, ill. a Gyetvan, Szlobodnyik, Mihalik személynevek.
A 20. század elején Nógrád vármegye Sziráki járásához tartozott.
1910-ben 248 lakosából 235 magyar, 11 szlovák volt. Ebből 87 római katolikus, 158 evangélikus, 3 izraelita volt.
Az első és második világháborúban a kutasói hadkötelesek is részt vettek és sokan haltak közülük hősi halált. Az I. világháborúban a kutasóiak a 60. egri gyalogezredbe vonultak be, a II. világháború idején a 23. losonci gyalogezredbe.

## Közélete

### Polgármesterei
| Név                | Párt         | Terminus  | Megjegyzés / Források |
| ------------------ | ------------ | --------- | --- |
| Szentesi Gyuláné   | független    | 1990–2002 | Az 1990-es polgármester-választásról, a Nemzeti Választási Iroda publikus adatbázisa alapján csak annak végeredménye állapítható meg.                                     |
| Szentesi Gyuláné   | független    | 1990–2002 | Az 1994. december 11-én megtartott választáson a 90 érvényesen leadott szavazatból, két jelölt közül 55 szavazatot szerzett meg, amivel 61,11 %-os eredményt ért el.      |
| Szentesi Gyuláné   | független    | 1990–2002 | Az 1998. október 18-án megtartott választáson egyedüli jelöltként indult, így a 71 érvényesen leadott szavazat 100 %-át szerezte meg.                                     |
| Ifj. Szepes Péter  | Fidesz-MKDSZ | 2002–2010 | A 2002. október 20-án megtartott választáson egyedüli jelöltként indult, így a 65 érvényesen leadott szavazat 100 %-át szerezte meg.                                      |
| Szepes Péter       | Fidesz-KDNP  | 2002–2010 | A 2006. október 1-jén megtartott választáson a 79 érvényesen leadott szavazatból, két jelölt közül 66 szavazatot szerzett meg, amivel 83,54 %-os eredményt ért el.        |
| Takács Gábor       | független    | 2010–2014 | A 2010. október 3-án megtartott választáson a 72 érvényesen leadott szavazatból, két jelölt közül 40 szavazatot szerzett meg, amivel 55,56 %-os eredményt ért el.         |
| Noskó Sándor Gábor | független    | 2014–2019 | A 2014. október 12-én megtartott választáson a 70 érvényesen leadott szavazatból, három jelölt közül 40 szavazatot szerzett meg, amivel 57,14 %-os eredményt ért el.      |
| Noskó Sándor Gábor | független    | 2014–2019 | A 2016. június 26-án megtartott időközi választáson a 78 érvényesen leadott szavazatból, két jelölt közül 42 szavazatot szerzett meg, amivel 53,85 %-os eredményt ért el. |
| Kéri Erika         | független    | 2019–     | A 2019. október 13-án megtartott választáson a 74 érvényesen leadott szavazatból, három jelölt közül 37 szavazatot szerzett meg, amivel 50,00 %-os eredményt ért el.      |
| Kéri Erika         | független    | 2019–     | A 2024. június 9-én megtartott választáson a 72 érvényesen leadott szavazatból, két jelölt közül 40 szavazatot szerzett meg, amivel 55,56 %-os eredményt ért el.          |

A településen 2016. június 26-án időközi polgármester-választást (és képviselő-testületi választást) tartottak, az előző képviselő-testület önfeloszlatása miatt. A választáson a hivatalban lévő polgármester is elindult, és sikerült is megerősítenie a pozícióját.
Kutasó testvérfaluja: Sepsiszentkirály (Románia).

## Népesség
A település népességének változása:
| Lakosok száma | 91   | 87   | 79   | 89   | 81   | 83   | 85   |
|               | 2013 | 2014 | 2015 | 2021 | 2022 | 2023 | 2024 |

2001-ben a település lakosságának közel 100%-a magyar nemzetiségűnek vallotta magát.
A 2011-es népszámlálás során a lakosok 98,9%-a magyarnak, 7,5% egyéb, nem hazai nemzetiségűnek mondta magát (1,1% nem nyilatkozott; a kettős identitások miatt a végösszeg nagyobb lehet 100%-nál). A vallási megoszlás a következő volt: római katolikus 35,5%, református 2,2%, evangélikus 15,1%, görögkatolikus 2,2%, felekezeten kívüli 12,9% (32,3% nem nyilatkozott).
2022-ben a lakosság 87,7%-a vallotta magát magyarnak (12,3% nem nyilatkozott). Vallásuk szerint 32,1% volt római katolikus, 11,1% evangélikus, 1,2% református, 1,2% görög katolikus, 1,2% egyéb katolikus, 9,9% felekezeten kívüli (43,2% nem válaszolt).

## Nevezetességei
- Evangélikus templom: Kutasó kicsiny templomát a 20. század elején építették.
- Temetőjében nyugszik Lukácsy Sándor irodalomtörténész (1923–2001).